# Gephyrota limbata
Gephyrota limbata är en spindelart som först beskrevs av Ludwig Carl Christian Koch 1875.  Gephyrota limbata ingår i släktet Gephyrota och familjen snabblöparspindlar.
Artens utbredningsområde är Queensland. Inga underarter finns listade i Catalogue of Life.